# فرخنده پرخال
فرخنده پُرخال یا فرخنده خال‌ریز (نام علمی: Ixothraupis punctata) گونه‌ای از پرندگان تیرهٔ فرخندگان (Thraupidae) است که در بولیوی، برزیل، اکوادور، گویان فرانسه، گویان، پرو، سورینام و ونزوئلا یافت می‌شود. زیستگاه‌های طبیعی آن جنگل‌های جلگه‌ای نمناک نیمه‌گرمسیری یا گرمسیری و جنگل‌های کوهستانی نمناک نیمه‌گرمسیری یا گرمسیری است.